# Lekkoatletyka na Letnich Igrzyskach Olimpijskich 1980 – bieg na 5000 m mężczyzn
Bieg na 5000 metrów mężczyzn podczas XXII Letnich Igrzysk Olimpijskich w Moskwie rozegrano 28 (eliminacje) i 30 lipca (półfinały) oraz 1 sierpnia 1980 (finał) na Stadionie Łużniki. Zwycięzcą został reprezentant Etiopii Miruts Yifter, który na tych igrzyskach zwyciężył również w biegu na 10 000 metrów.

## Rekordy

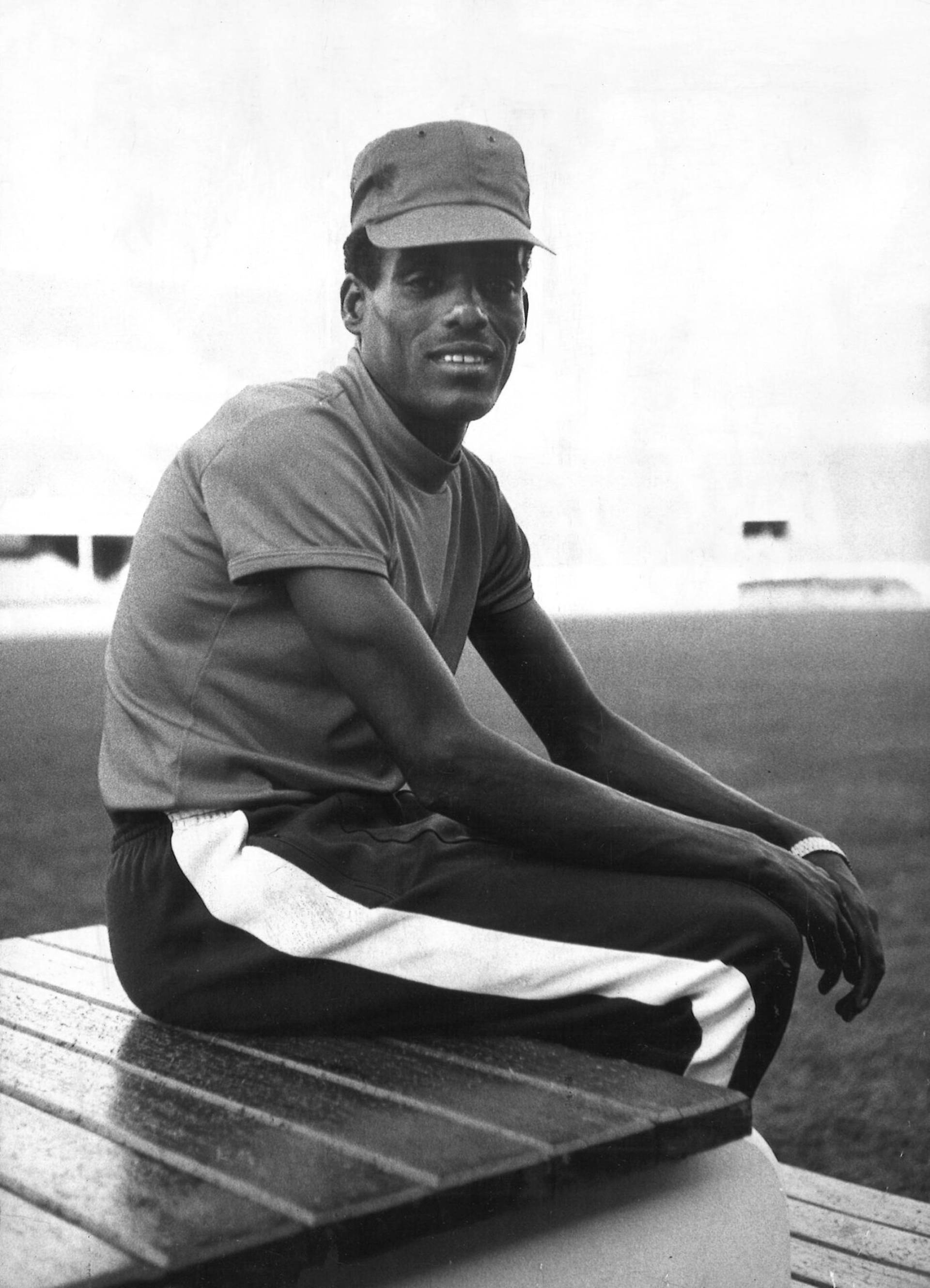
Miruts Yifter

|                   | Zawodnik       | Narodowość      | Czas     | Data                 | Miejsce  |
| ----------------- | -------------- | --------------- | -------- | -------------------- | -------- |
| Rekord świata     | Henry Rono     | Kenia           | 13:08,4  | 8 kwietnia 1978(dts) | Berkeley |
| Rekord olimpijski | Brendan Foster | Wielka Brytania | 13:20,34 | 28 lipca 1976(dts)   | Montreal |

## Wyniki
| Poz. - pozycja |
| – rekord świata \| – rekord krajowy \| – rekord życiowy \| = – wyrównany rekord życiowy \| · – najlepszy wynik w sezonie \| = – wyrównany najlepszy wynik w sezonie \| – rekord olimpijski |
| Fn – falstart \| DNF – nie ukończył \| DNS – nie wystartował \| DSQ – zdyskwalifikowany |

### Eliminacje
Rozegrano trzy biegi eliminacyjne. Do półfinałów awansowało po sześciu najlepszych zawodników z każdego biegu (Q) oraz sześciu z najlepszymi czasami spośród pozostałych (q}.

#### Bieg 1
| Poz. | Zawodnik            | Narodowość      | Rezultat | Uwagi |
| ---- | ------------------- | --------------- | -------- | ----- |
| 1    | Miruts Yifter       | Etiopia         | 13:44,31 | Q     |
| 2    | Hansjörg Kunze      | NRD             | 13:44,40 | Q     |
| 3    | Nick Rose           | Wielka Brytania | 13:44,65 | Q     |
| 4    | John Treacy         | Irlandia        | 13:44,74 | Q     |
| 5    | Alex Hagelsteens    | Belgia          | 13:44,82 | Q     |
| 6    | Aleksandr Fiedotkin | ZSRR            | 13:45,52 | Q     |
| 7    | David Fitzsimons    | Australia       | 13:46,40 | q     |
| 8    | Enrique Aquino      | Meksyk          | 13:48,83 | q     |
| 9    | Gopal Saini         | Indie           | 14:06,53 |       |
| 10   | Robert Chideka      | Botswana        | 14:47,11 |       |
| 11   | Laxman Basnet       | Nepal           | 16:11,7  |       |
| –    | Lasse Virén         | Finlandia       | DNS      |       |

#### Bieg 2
| Poz. | Zawodnik            | Narodowość      | Rezultat | Uwagi |
| ---- | ------------------- | --------------- | -------- | ----- |
| 1    | El-Hachemi Abdenouz | Algieria        | 13:42,07 | Q     |
| 2    | Mohamed Kedir       | Etiopia         | 13:42,62 | Q     |
| 3    | Walerij Abramow     | ZSRR            | 13:42,86 | Q     |
| 4    | Emiel Puttemans     | Belgia          | 13:42,91 | Q     |
| 5    | David Moorcroft     | Wielka Brytania | 13:42,96 | Q     |
| 6    | Jiří Sýkora         | Czechosłowacja  | 13:43,04 | Q     |
| 7    | Steve Austin        | Australia       | 13:43,15 | q     |
| 8    | Martti Vainio       | Finlandia       | 13:45,20 | q     |
| 9    | Zakariah Barie      | Tanzania        | 13:49,88 | q     |
| 10   | Mick O’Shea         | Irlandia        | 14:02,97 |       |
| 11   | Bernardo Manuel     | Angola          | 14:51,34 |       |
| 12   | Saleh El-Ali        | Syria           | 15:08,19 |       |
| –    | Ilie Floroiu        | Rumunia         | DNS      |       |

#### Bieg 3
| Poz. | Zawodnik         | Narodowość      | Rezultat | Uwagi |
| ---- | ---------------- | --------------- | -------- | ----- |
| 1    | Markus Ryffel    | Szwajcaria      | 13:44,95 | Q     |
| 2    | Suleiman Nyambui | Tanzania        | 13:45,37 | Q     |
| 3    | Eamonn Coghlan   | Irlandia        | 13:45,39 | Q     |
| 4    | Dietmar Millonig | Austria         | 13:45,64 | Q     |
| 5    | Yohannes Mohamed | Etiopia         | 13:45,77 | Q     |
| 6    | Kaarlo Maaninka  | Finlandia       | 13:45,78 | Q     |
| 7    | Barry Smith      | Wielka Brytania | 13:46,28 | q     |
| 8    | Enn Sellik       | ZSRR            | 13:52,34 |       |
| 9    | Rachid Habchaoui | Algieria        | 13:59,85 |       |
| 10   | Zephaniah Ncube  | Zimbabwe        | 14:06,70 |       |
| 11   | Pedro Mulomo     | Mozambik        | 15:11,86 |       |
| 12   | Amadou Alimi     | Benin           | 15:43,92 |       |

### Półfinały
Rozegrano dwa biegi półfinałowe. Do finału awansowało po czterech najlepszych zawodników z każdego biegu (Q) oraz czterech z najlepszymi czasami spośród pozostałych (q}.

#### Bieg 1
| Poz. | Zawodnik         | Narodowość      | Rezultat | Uwagi |
| ---- | ---------------- | --------------- | -------- | ----- |
| 1    | Yohannes Mohamed | Etiopia         | 13:39,30 | Q     |
| 2    | Miruts Yifter    | Etiopia         | 13:39,93 | Q     |
| 3    | Kaarlo Maaninka  | Finlandia       | 13:40,16 | Q     |
| 4    | John Treacy      | Irlandia        | 13:40,29 | Q     |
| 5    | Nick Rose        | Wielka Brytania | 13:40,55 |       |
| 6    | Walerij Abramow  | ZSRR            | 13:40,67 |       |
| 7    | Zakariah Barie   | Tanzania        | 13:44,83 |       |
| 8    | Emiel Puttemans  | Belgia          | 13:50,19 |       |
| 9    | David Moorcroft  | Wielka Brytania | 13:58,13 |       |
| 10   | David Fitzsimons | Australia       | 13:58,22 |       |
| 11   | Hansjörg Kunze   | NRD             | 14:00,22 |       |
| 12   | Enrique Aquino   | Meksyk          | 14:01,33 |       |

#### Bieg 2
| Poz. | Zawodnik            | Narodowość      | Rezultat | Uwagi |
| ---- | ------------------- | --------------- | -------- | ----- |
| 1    | Mohamed Kedir       | Etiopia         | 13:28,54 | Q     |
| 2    | Eamonn Coghlan      | Irlandia        | 13:28,79 | Q     |
| 3    | Markus Ryffel       | Szwajcaria      | 13:29,23 | Q     |
| 4    | Dietmar Millonig    | Austria         | 13:29,35 | Q,    |
| 5    | Suleiman Nyambui    | Tanzania        | 13:30,12 | q     |
| 6    | Martti Vainio       | Finlandia       | 13:30,38 | q     |
| 7    | Jiří Sýkora         | Czechosłowacja  | 13:30,97 | q     |
| 8    | Aleksandr Fiedotkin | ZSRR            | 13:31,87 | q     |
| 9    | Barry Smith         | Wielka Brytania | 13:36,66 |       |
| 10   | Alex Hagelsteens    | Belgia          | 13:46,64 |       |
| 11   | Steve Austin        | Australia       | 13:47,51 |       |
| 12   | El-Hachemi Abdenouz | Algieria        | 14:15,85 |       |

### Finał
| Poz. | Zawodnik            | Narodowość     | Rezultat | Uwagi |
| ---- | ------------------- | -------------- | -------- | ----- |
| 1    | Miruts Yifter       | Etiopia        | 13:20,91 |       |
| 2    | Suleiman Nyambui    | Tanzania       | 13:21,60 |       |
| 3    | Kaarlo Maaninka     | Finlandia      | 13:22,00 |       |
| 4    | Eamonn Coghlan      | Irlandia       | 13:22,74 |       |
| 5    | Markus Ryffel       | Szwajcaria     | 13:23,03 |       |
| 6    | Dietmar Millonig    | Austria        | 13:23,25 | [ 3 ] |
| 7    | John Treacy         | Irlandia       | 13:23,62 |       |
| 8    | Aleksandr Fiedotkin | ZSRR           | 13:24,10 |       |
| 9    | Jiří Sýkora         | Czechosłowacja | 13:24,99 | [ 4 ] |
| 10   | Yohannes Mohamed    | Etiopia        | 13:28,34 |       |
| 11   | Martti Vainio       | Finlandia      | 13:32,05 |       |
| 12   | Mohamed Kedir       | Etiopia        | 13:34,17 |       |